# Carcelia latifacialia
Carcelia latifacialia là một loài ruồi trong họ Tachinidae.